# 장지산로
장지산로(Jangjisan-ro)는 경기도 파주시 광탄면 용미리에서 분수리까지 이어주는 파주시도로, 총 연장은 4.490 km이다. 도로의 명칭이 유래된 것은 지형적 특성인 장지산이 있어 부여하였다.

## 역사
- 2008년 10월 17일 : 도로명으로 장지산로를 고시

## 주요 경유지
- 파주시
  - 광탄면 (용미리 - 분수리)

## 접촉하는 도로
- 혜음로 (국가지원지방도 제78호선, 지방도 제360호선)
- 진지로

## 주요 건물 및 시설
- 사슴사 (장지산로 27/용미리 221-4)
- 용미4리 마을회관 (장지산로 43/용미리 186-9)
- 둥지포장마차 (장지산로 58/용미리 67-5)
- 현대슈퍼 (장지산로 59/용미리 182-6)
- 진지동교회 (장지산로 70/용미리 70-2)
- 금강사 (장지산로 75/용미리 168-37)
- 토종순대국 (장지산로 77/용미리 168-35)
- 용미초등학교 (장지산로 78/용미리 72-1)
- 세광라이뮤 (장지산로 84/용미리 167-5)
- 알파인더스트리 (장지산로 86/용미리 167-2)
- 용미쉼터 (장지산로 140/용미리 123-1)
- 아텍스 (장지산로 144/용미리 103-1)
- 거산목재 (장지산로 158/용미리 114-4)
- 정원특수필름 (장지산로 166/분수리 54-8)
- 호경생고기 (장지산로 167/분수리 55-14)
- 조은카센터 (장지산로 169/분수리 55-13)
- 대우산업 (장지산로 179/분수리 40-6)
- 부영화학 (장지산로 181/분수리 40-16)
- 우주기획 (장지산로 183/분수리 40-5)
- 광성목공기계 (장지산로 195/분수리 40-1)
- 마을상회 (장지산로 201/분수리 10-1)
- 미성가구 (장지산로 208/분수리 62-1)
- 가람소재산업 (장지산로 236/분수리 75-1)
- 홍성엔지니어링 (장지산로 240/분수리 82)
- 한국르네상스 (장지산로 246/분수리 94-7)
- 삼원유리상사 (장지산로 248/분수리 94-14)
- 대호카렌다사 (장지산로 256/분수리 99-5)
- 현대교구산업 (장지산로 258/분수리 90)
- 맥와싱 (장지산로 264/분수리 99-27)
- 한아름지기 (장지산로 274/분수리 99-4)
- 대신가구 (장지산로 294/분수리 178-3)
- 삼표산업 일산사업소 (장지산로 309/분수리 208-7)
- 하이파오피스 (장지산로 310/분수리 153-2)
- 해성기업 (장지산로 316/분수리 148-6)
- 만리성 (장지산로 320/분수리 148-5)
- 피엠 (장지산로 322/분수리 148-2)
- 한미소방 (장지산로 336/분수리 219-5)
- 동광인베니 (장지산로 338/분수리 219-2)
- 세방정공 (장지산로 340/분수리 219-2)
- 근영실업 (장지산로 342/분수리 219-6)
- 종성볼트 (장지산로 346/분수리 219-10)
- 물레방아 (장지산로 348/분수리 219-9)
- 한신 (장지산로 362/분수리 233-6)
- 진영 (장지산로 378/분수리 242-13)
- 용산석재·엘앤에스석제 (장지산로 380/분수리 242-7)
- 오성특수가수 (장지산로 388/분수리 291-17)
- 다미아일품 (장지산로 398/분수리 291-16)
- 삼진기구철물 (장지산로 410/분수리 290-8)
- UEC (장지산로 412/분수리 286-12)
- 테크후렘 (장지산로 422/분수리 286-15)
- 안디옥교회 (장지산로 442/분수리 306-1)
- 진성자동차공업사 (장지산로 444/분수리 306-1)

## 같이 보기
- 장지산